# Kristin Halvorsen

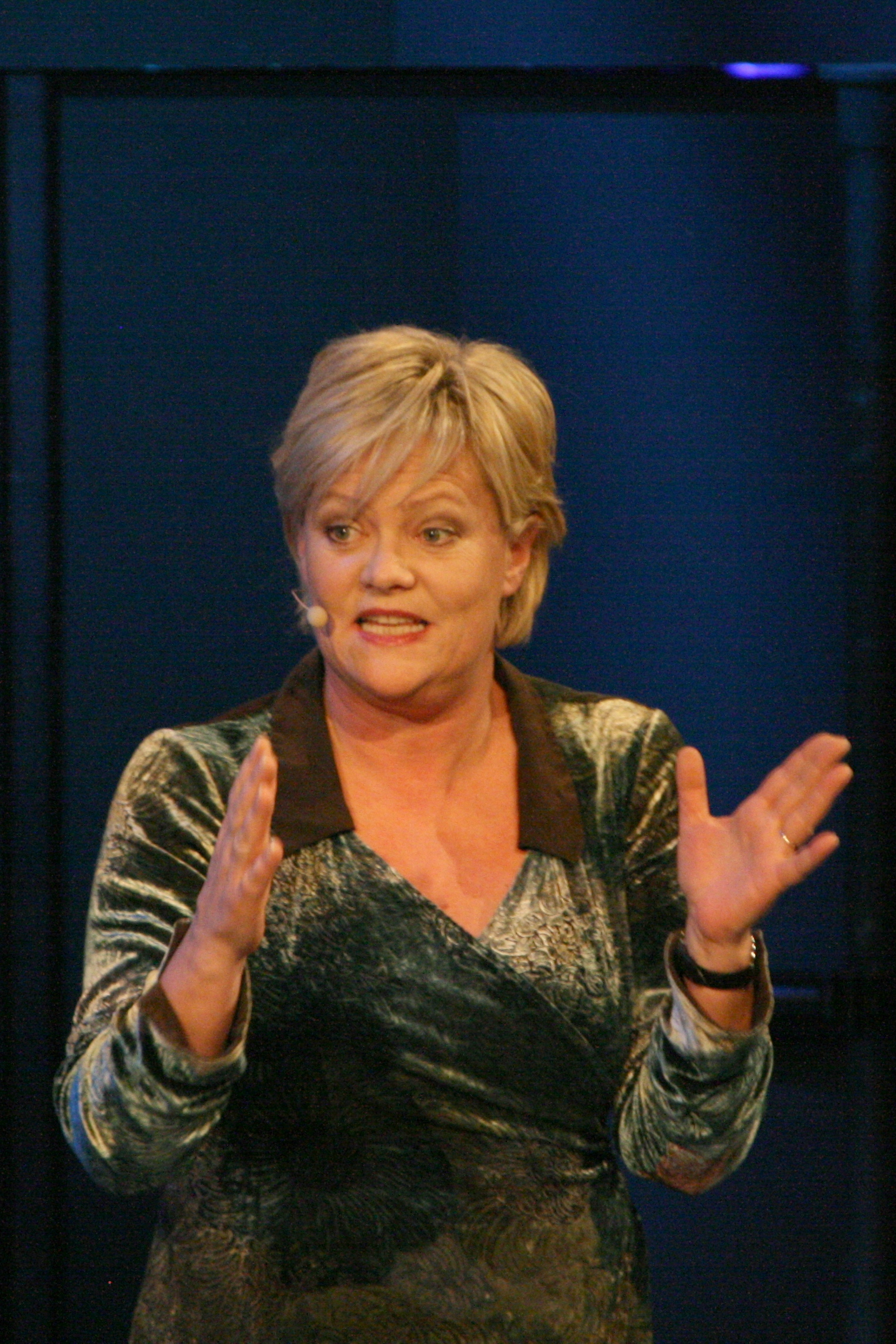
Kristin Halvorsen, 7 de janeiro de 2009.

Kristin Halvorsen (2 de Setembro de 1960, Horten, Vestfold) é uma política norueguesa, que ocupa actualmente o cargo de Ministra da Educação do governo de Jens Stoltenberg. Ela é presidente do Partido Socialista de Esquerda ou Venstreparti Sosialistisk desde 1997.

## Biografia
O pai de Halvorsen, Leif Halvorsen Georg, é um empresário, e sua mãe, Marit Larsen, uma professora. Halvorsen formou-se em pedagogia e criminologia e começou a trabalhar como assistente jurídica. Em 1982, entra na juventude partidária do Sosialistisk Venstreparti chamada Sosialistisk Ungdom. Preside ao movimento entre 1984 e 1986.

Em 1985, Halvorsen tornou-se deputada ao Parlamento norueguês (o Storting). Desde 1989, representa o círculo eleitoral de Oslo no Storting. Participou nas comissões parlamentares de Finanças (1989 - 1997), dos Assuntos Constitucionais (1997 - 2001) e desde 2001, na comissão de eleições e dos Assuntos Estrangeiros. Halvorsen é a presidente do grupo parlamentar Sosialistisk Venstreparti.
Na década de 2000, as sondagens mostravam um aumento de popularidade de Sosialistisk Venstreparti (cerca de 10%). Durante o processo legislativo 12 de Setembro de 2005, o partido não conseguiu mais do que 8,8% dos votos. Após este desaire, alguns membros da esquerda do partido começaram a falar sobre a possibilidade de Halvorsen sair da presidência. A legislação permitiu ao Sosialistisk Venstreparti, em coligação com o Arbeiderparti norske (Partido dos Trabalhadores) e o Senterpartiet (Partido do Centro) formar um governo de coligação apelidado de "verde-vermelho". Esta é a primeira vez que o partido socialista de esquerda participa num governo norueguês. Kristin Halvorsen tornou-se Ministra das Finanças do Governo de Jens Stoltenberg, o presidente do Partido Trabalhista. É a primeira mulher a ocupar esta posição.
Na sequência da eleições parlamentares norueguesas de 2009, nas quais o seu partido perdeu quatro lugares e o Partido Trabalhista venceu três, Halvorsen perdeu a pasta das Finanças indo ocupar da Educação e Formação.
Kristin Halvorsen é casada com o produtor e apresentador de rádio Charlo Halvorsen. Charlo Halvorsen é conhecido pelo seu papel como co-anfitrião do show Revolvermagasinet entre 1988 e 1992. O casal tem dois filhos.

## Livro
- Rett fra hjertet (Directamente do coração), 2004